# لانفیهانگل گلین میفیر
لانفیهانگل گلین میفیر (به انگلیسی: Llanfihangel Glyn Myfyr) یک منطقهٔ مسکونی در بریتانیا است که در شهرستان مستقل کانوی واقع شده‌است. لانفیهانگل گلین میفیر ۱۸۹ نفر جمعیت دارد.